# Parafia Wniebowzięcia Najświętszej Maryi Panny w Chełmnie
Parafia Wniebowzięcia Najświętszej Maryi Panny w Chełmnie – polska rzymskokatolicka parafia z siedzibą w Chełmnie, należącą do diecezji toruńskiej w dekanacie Chełmno.

## Historia
Parafia została erygowana w 1238 roku. Po II pokoju toruńskim w 1466 roku Chełmno znalazło się pod panowaniem polskim. Od 1649 roku kościół parafialny jest również sanktuarium maryjnym, gdzie przeniesiono do świątyni obraz Matki Bożej Bolesnej. W 1676 roku biskup Jan Małachowski sprowadził do Chełmna księży misjonarzy, którym powierzył także prowadzenie seminarium duchownego. W tym czasie w mieście istniała również Akademia Chełmińska. W latach 1692–1756 każdy z proboszczy chełmińskich był również rektorem seminarium, superiorem domu misjonarzy oraz rektorem Akademii Chełmińskiej. W XVI wieku, w czasie reformacji, wielu wyznawców katolicyzmu (głównie mieszczan) przeszło na protestantyzm. Jednak edykt biskupa Piotra Kostki z 1580 roku, spowodował zatrzymanie tego trendu i ponowny wzrost wyznawców katolicyzmu. Od 1678 roku zagwarantowano protestantom wolność wyznania, toteż w mieście wzrastać zaczęła liczba wyznawców tego wyznania. W 1822 roku seminarium duchowne zostało przeniesione do Pelplina. W XIX wieku wybudowano nowy gmach szpitala Ducha Świętego, w 1875 roku postawiona została plebania, w 1881 roku wikarówka, naprawiono wówczas również mury świątyni, odrestaurowano ołtarze boczne, położono nową posadzkę, w 1882 roku przelano dzwony, w 1888 roku ogrodzono murem cmentarz przykościelny a w 1889 roku zakupiono nowe organy. Nie udało się jednak ocalić średniowiecznych witraży, które przeniesiono w 1888 roku do kaplicy malborskiego zamku. W 1925 roku przeprowadzono kolejne prace remontowe, wyremontowano prezbiterium i przełożono dach. W 1928 roku odrestaurowano natomiast części nawowe kościoła parafialnego. Po zakończeniu I wojny światowej powrócili do Chełmna księża Misjonarze, którzy zaczęli pełnić funkcję kapelanów Szarytek, natomiast w 1929 roku przybyli do miasta księża Pallotyni. W czasie II wojny światowej, świątynia wiele nie ucierpiała, jednakże wojska okupacyjne zabrały dzwony oraz księgi metrykalne. W XX wieku parafia chełmińska została podzielona i 21 grudnia 1946 roku powołano drugą parafia na terenie Chełmna, przy kościele św. Józefa. 

## Kościół parafialny
- Osobny artykuł: Kościół Wniebowzięcia Najświętszej Maryi Panny w Chełmnie

## Zasięg parafii
Do parafii należą wierni będący mieszkańcami ulic:
- Biskupia, Chabrowa, Chociszewskiego (numery 3,5,6,7,8), Danielewskiego, Dominikańska, Fiałka (numery 1,3,5 i domki jednorodzinne), Franciszkańska, Gorczyckiego, Grudziądzka, Hallera, Jastrzębia, Kamionka, Kilińskiego, Klasztorna, Konwaliowa, Kościelna, Krucza, Kwiatowa, Leśna, Łąkowa, Nad Browiną, Nad Groblą, Ofiar Faszyzmu, Ogrodowa, Okrężna, Osnowska, Panieńska, Rydygiera, Skargi, Podgórna, Podmurna, Poprzeczna, Portowa, Powiśle, Jastrzębskiego, Rybacka, Rycerska, Rynek, Rynkowa, Sokola, Stare Planty, Storczykowa, Stroma, 22-stycznia, Szara, Szkolna, Świętego Ducha, Toruńska, Wałowa, Wodna, Zielona, Żeglarska,

oraz wierni mieszkający w miejscowościach:
- Brzozowo, Dołki, Klamry, Nowe Dobra, Uść, Kępa Panieńska, Osnowo.

### Przedszkola i szkoły
- Przedszkole Miejskie nr 2 w Chełmnie,
- Szkoła Podstawowa nr 1 w Chełmnie,
- Szkoła Podstawowa nr 2 w Chełmnie,
- Szkoła Podstawowa w Brzozowie,
- Gimnazjum Publiczne nr 1,
- Zespół Szkół Ogólnokształcących nr 1 w Chełmnie,
- Gimnazjum nr 4 w Chełmnie,
- I Liceum Ogólnokształcące im. Mikołaja Kopernika w Chełmnie,
- Zespół Szkół nr 2 im. Adama Mickiewicza w Chełmnie.

Ponadto na terenie parafii działają:
- Zgromadzenie Sióstr Miłosierdzia św. Wincentego a Paulo (SM),
- Zgromadzenie Księży Misjonarzy św. Wincentego a Paulo (CM)[2].

## Duszpasterze

### Proboszczowie
- ks. Wilhelm Desdames (1680-1685)
- ks. Jan Antoni Fabri (1685-1695)
- ks. Jakub Ignacy Cyboni (1695-1699)
- ks. Łukasz Rochon (1699-1718)
- ks. Michał Walther (1718-1725)
- ks. Jan Jakub Mroczek (1726-1738)
- ks. Kazimierz Franciszek Goraczyński (1738-1755)
- ks. Michał Franciszek Barszczewski (1755-1783)
- ks. Jan Arbeiter (1783-1788)
- ks. Franciszek Skrysowski (1788-1799)
- ks. Szymon Franciszek Smulski (1800-1802)
- ks. Franciszek Weinreich (1802-1829)
- ks. Franciszek Augustyn Semrau (1829-1846)
- ks. Jan Nepomucen Bartoszkiewicz (1846 – 1872)
- ks. Juliusz Pobłocki (1872-1915)
- ks. Zygmunt Rogala (1915-1927)
- ks. Bernard Bączkowski (1927-1934)
- ks. Franciszek Żynda (1935-1939)
- ks. kan. Tadeusz Andrzejewski (1945-1968)
- ks. prał. Jan Kujaczyński (1968-2001)
- ks. kan. Wojciech Raszkowski (2001-2004)
- ks. kan. Zbigniew Walkowiak (2004-2015)
- ks. kan. Adam Ceynowa (2015-2020)
- ks. kan. Zbigniew Wawrzyniak (od 2020)[3]

### Wikariusze od 1992 roku
- ks. Gerard Rzaniecki (1991-1992)
- ks. Marek Skok (1991-1994)
- ks. Mateusz Ossowski (1992-1996)
- ks. Tomasz Dutkiewicz (1993-1994; 2000-2001)
- ks. Andrzej Nowicki (1994-1995)
- ks. Jacek Dudziński (1994-1999)
- ks. Marian Tomasz Kowalski (1995-1997)
- ks. Jacek Wyrowiński (1996-2000)
- ks. Mariusz Malinowski (1997-2000)
- ks. Maciej Górka (1999-2001; 2004-2005)
- ks. Zbigniew Łukasik (2000-2001)
- ks. Paweł Kubasik (2001-2004)
- ks. Wiktor Ostrowski (2002-2003)
- ks. Wiesław Michlewicz (2003-2004)
- ks. Tadeusz Kozłowski (2003-2009)
- ks. Marcin Lisiński (2004-2010)
- ks. Jacek Raszkowski (2004-2006)
- ks. Czesław Grajkowski (2005-2006)
- ks. Sławomir Tykarski (2006-2008)
- ks. Wojciech Pieczul (2006-2011)
- ks. Tomasz Recki (2008-2013)
- ks. Paweł Kołatka (2010-2012)
- ks. Andrzej Jankowski (2010-2015)
- ks. Dominik Fiszer (2011-2015)
- ks. Wojciech Skolmowski (2012-2013)
- ks. Artur Żurawski (2013-2016)
- ks. Damian Wacławski (2013 - 2018)
- ks. Tomasz Fryc (2015-2019)
- ks. Mariusz Matusiak (2015 - 2016 )
- ks. Krzysztof Kownacki (2016 - 2017)
- ks. Adam Kordek (2016-2019)
- ks. Mateusz Nadzieja (15.07-28.08.2017)
- ks. Marcin Szlesiński (2018-2019)
- ks. Grzegorz Koczot (2019-2021)
- ks. Arkadiusz Sobociński (2019-2020)
- ks. Dominik Kabaczyński (2020-2024)
- ks. Dawid Huzior (od 2021)
- ks. Mateusz Tomczykowski (od 2024)

### Rezydent
- ks. Piotr Hojak

## Grupy parafialne
- Liturgiczna Służba Ołtarza,
- Żywy Różaniec,
- Zespół Charytatywny „Caritas”,
- Schola,
- Młodzieżowy Zespół Muzyczny,
- Kościół Domowy,
- Zespół Modlitewny Miłosierdzia Bożego,
- Trzeci Zakon Świętego Franciszka,
- Katolickie Stowarzyszenie Młodzieży,
- Zespół Redakcyjny dwutygodnika „Głos”,
- Akcja Katolicka[1].